# Evelyn Stuart
Lord Evelyn James Stuart (* 7. Mai 1773; † 16. August 1842) war ein britischer Offizier und Politiker.
Evelyn Stuart entstammte einer alten Nebenlinie der Stuarts, die von dem schottischen König Robert II. abstammte. Er wurde als dritter Sohn von John Stuart und dessen Frau Charlotte Jane geboren. Nachdem sein Vater 1796 zum Marquess of Bute erhoben wurde, führte er das Höflichkeitsprädikat Lord. Er besuchte ab 1787 das Eton College, bevor er 1789 als Ensign des 6th Regiment of Foot in die British Army eintrat. 1791 wurde er zum Lieutenant befördert. 1793 wechselte er als Lieutenant und Captain zu den 1st Regiment of Foot Guards und 1797 als Lieutenant-Colonel zum 21st Regiment of Foot. 1800 wurde er Lieutenant-Governor von Fort Augustus bei Inverness. 1802 wurde er Lieutenant-Colonel des 52nd Regiment of Foot. 1805 wurde er zum Colonel befördert und schied 1806 schließlich aus der Armee aus. 
Als Nachfolger seines verstorbenen älteren Bruders John wurde Stuart 1794 auf Bestreben seines Vaters als Abgeordneter für Cardiff in das House of Commons gewählt. Durch seinen Dienst als Offizier nahm er kaum an den Sitzungen teil und legte 1802 sein Mandat nieder. Als Nachfolger wurde sein jüngerer Bruder William gewählt. Nach dessen Tod 1814 wurde er wieder als Abgeordneter für Cardiff gewählt, nahm aber wegen seiner angeschlagenen Gesundheit sein Mandat nicht wahr und legte es 1818 nieder. Als Nachfolger wurde sein Neffe James Crichton-Stuart als Abgeordneter gewählt. 
Stuart starb unverheiratet.